# Greenville County Museum of Art
Greenville County Museum of Art (Muzeum sztuki hrabstwa Greenville) – muzeum sztuki w Greenville, założone w 1958 roku. Kolekcja muzeum obejmuje dzieła sztuki amerykańskiej (głównie obrazy) z okresu od epoki kolonialnej do współczesności. Na uwagę zasługuje największa na świecie, publiczna kolekcja akwarel Andrew Wyetha, a także obszerny zbiór grafik i obrazów jednego z najbardziej znanych amerykańskich artystów współczesnych, Jaspera Johnsa.

## Historia
Początki muzeum w Greenville sięgają 1935 roku, kiedy trzech artystów i kolekcjonerów postanowiło założyć Greenville Fine Arts League (Ligę Sztuk Pięknych w Greenville). Stowarzyszenie to w 1958 roku zakupiło pod cele muzealne rezydencję Gassaway Mansion. Pięć lat później Zgromadzenie Ogólne stanu Karolina Południowa utworzyło Komisję Muzeum Hrabstwa Greenville jako organ zarządzający tymże Muzeum. Na podstawie podatku od nieruchomości działalność GCMA jest wspierana przez hrabstwo Greenville, podczas gdy wsparcie dla programu pochodzi ze źródeł prywatnych. GCMA jest jedynym muzeum w północnej części stanu, które otrzymało akredytację American Alliance of Museum (po raz pierwszy w 1973 roku, odnawianą następnie w latach 1986, 1998 i 2009). W celu właściwego przechowywania, wystawiania i zabezpieczania dzieł sztuki zarząd muzeum utworzył partnerstwo publiczno-prywatne, które zgromadziło fundusze na nowy obiekt, otwarty w marcu 1974 roku. Obiekt ten ma prawie 6 540 m² powierzchni wystawowej, magazynowej i edukacyjnej. W 1985 roku zarząd muzeum postanowił utworzyć ośrodek zajmujący się kompleksowym badaniem sztuki amerykańskiej z wykorzystaniem przykładów związanych z południem. W 1995 roku muzeum wydało książkę The Southern Collection, poświęconą różnym dziełom w swej kolekcji. Muzeum odwiedza rocznie ponad 125 tysięcy gości.

## Zbiory
Muzealne zbiory znajdują się w nowoczesnym budynku, określanym przez American Association of Architects (Amerykańskie Stowarzyszenie Architektów) jako jeden z najciekawszych w północnej części stanu Karolina Południowa. Kolekcja stała stanowi obszerny przegląd sztuki amerykańskiej, począwszy od czasów kolonialnych do współczesności. Do najważniejszych atrakcji należą:
- największa na świecie, publiczna kolekcja akwarel Andrew Wyetha,
- obszerny zbiór grafik i obrazów jednego z najbardziej znanych amerykańskich artystów współczesnych, Jaspera Johnsa, który dorastał w Południowej Karolinie,
- wyjątkowy zbiór naczyń sprzed wojny secesyjnej, stworzony przez afroamerykańskiego niewolnika, garncarza i poetę Davida Drake'a,
- obszerna kolekcja dzieł impresjonizmu amerykańskiego,
- ponad 20 prac Williama H. Johnsona,
- i szereg dzieł artystów XX-wiecznych, takich jak: Georgia O’Keeffe, Edward Hopper, Romare Bearden i Andy Warhol[3].